# ماساكي
ماساكي  هي بلدية في اليابان، وبلدة في اليابان، تقع في إهيمه، بلغ عدد سكانها 29,965  نسمة وذلك حسب إحصائيات سنة 2018، تبلغ مساحتها 20.41 كيلومتر مربع.